# Marie-Odile Beauvais
Pour les articles homonymes, voir Beauvais.
Marie-Odile Beauvais (née Miller en 1951) est un écrivain français. Elle vit à Paris et a vécu à Vienne.

## Œuvres
- Les Forêts les plus sombres, Grasset, 1996  (ISBN 2-246-52401-6), prix François-Mauriac 1997 de l'Académie française
- Égoïstes, Denoël, 1999  (ISBN 2-207-24954-9)
- L’Été de Loulou ou les plaisirs du jeune âge, NiL, 2002  (ISBN 2-84111-266-7)
- Discrétion assurée, Melville/Léo Scheer, 2003  (ISBN 2-915341-00-1)
- Proust vous écrira, Melville/Léo Scheer, 2005  (ISBN 2-915341-26-5)
- Codognato, Attilio Codognato, Venise, 2006
- Le Secret Gretl, Fayard, 2009  (ISBN 978-2-213-64447-9)
- Manger, Fayard, 2013  (ISBN 978-2-213-67731-6)

### Théâtre
- À la Madeleine, France Culture, 2000
- Lettres à elle, France Culture, 2004